# Araeomorpha diplopa
Araeomorpha diplopa là một loài bướm đêm trong họ Crambidae.